# András Törő
András István Törő (* 10. Juli 1940 in Budapest) ist ein ehemaliger ungarisch-US-amerikanischer Kanute.

## Erfolge
András Törő nahm an vier Olympischen Spielen teil. Bei den Olympischen Spielen 1960 in Rom startete er im Zweier-Canadier mit Imre Farkas auf der 1000-Meter-Strecke. In ihrem Vorlauf belegten sie nach 4:29,42 Minuten den ersten Rang und qualifizierten sich so direkt für das Finale. In diesem überquerten sie nach 4:20,89 Minuten auf dem dritten Platz hinter Leanid Hejschtar und Serhij Makarenko aus der Sowjetunion sowie den Italienern Aldo Dezi und Francesco La Macchia die Ziellinie und gewannen die Bronzemedaille. Dezi und La Macchia hatten dabei nur zwölf Hundertstelsekunden Vorsprung auf die beiden Ungarn. 1964 ging Törő bei den Spielen in Tokio im Einer-Canadier auf der 1000-Meter-Strecke an den Start. Als Zweiter seines Vorlaufs hinter Jewgeni Penjajew qualifizierte er sich für den Endlauf, bei dem er in 4:39,95 Minuten als Vierter knapp einen weiteren Medaillengewinn verpasste.
Nach den Olympischen Spielen in Tokio setzte sich Törő in die Vereinigten Staaten ab und ließ sich in Michigan nieder. Er schloss ein Studium an der University of Michigan ab und arbeitete daraufhin als Schiffsbauingenieur und Berater für Marinetechnik. 1969 wurde er im Einer-Canadier einmal und von 1969 bis 1971 im Zweier-Canadier dreimal US-amerikanischer Meister. Als er 1971 die Staatsbürgerschaft der Vereinigten Staaten erhielt durfte er fortan auch international für sein neues Heimatland antreten.
Erstmals vertrat er die Vereinigten Staaten bei den Olympischen Spielen 1972 in München. Im Einer-Canadier belegte er über 1000 Meter zunächst den fünften Platz im Vorlauf, ehe er als Sechster des Halbfinals ausschied. Vier Jahre darauf gehörte er bei den Olympischen Spielen in Montreal neben Chuck Lyda zum Aufgebot im Zweier-Canadier auf der 1000-Meter-Strecke. Sowohl ihren Vorlauf als auch ihren Hoffnungslauf beendeten sie mit teils sehr großem Abstand auf dem jeweils letzten Platz.